# Quần đảo Ōsumi
Quần đảo Ōsumi (大隅諸島 (Đại Ngung chư đảo) Ōsumi Shotō) tạo thành phần phía bắc của quần đảo Satsunan, Nhật Bản. Quần đảo cách phía nam của bán đảo Osumi ở Kyūshū khoảng 60 km về phía nam.

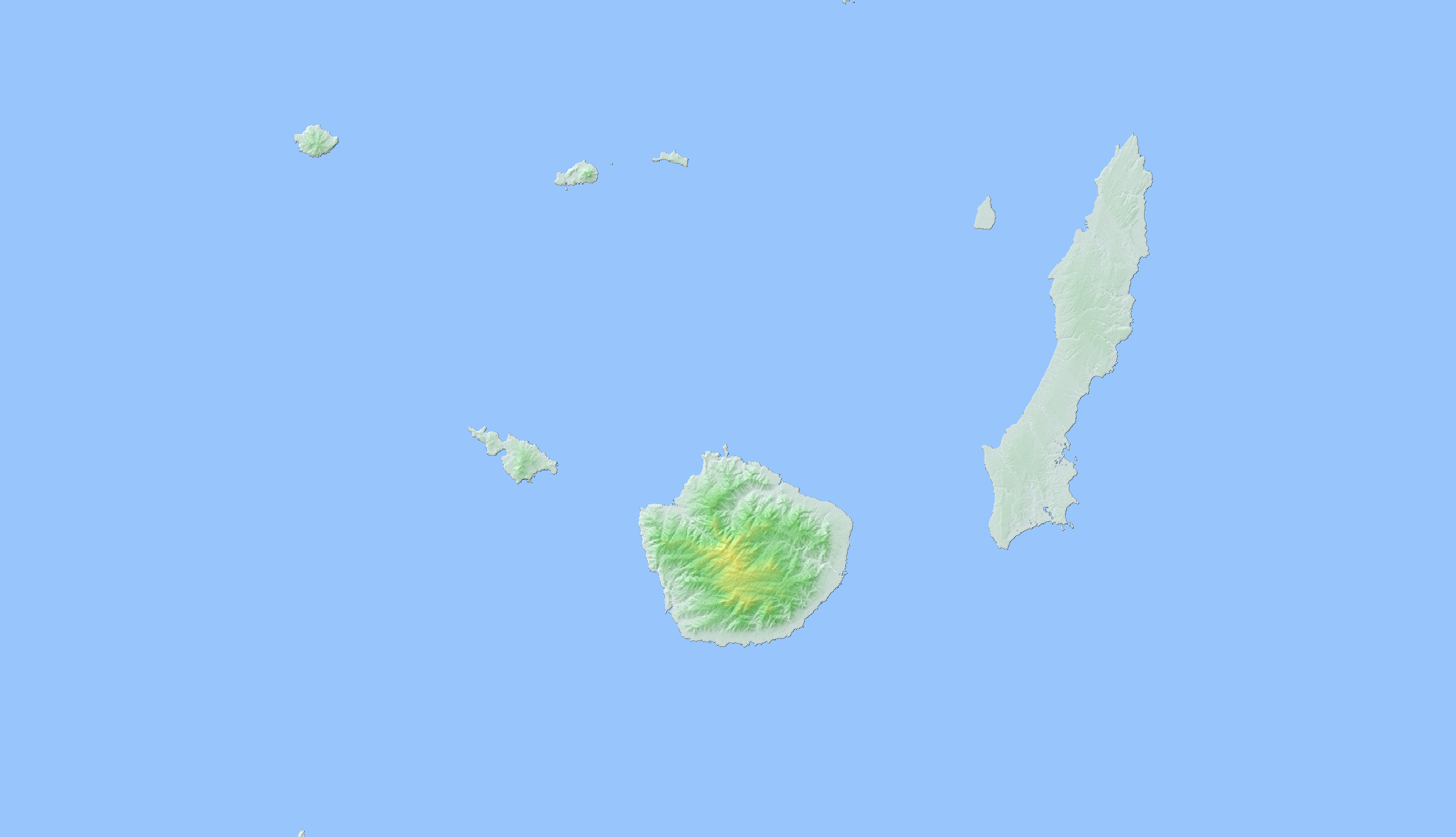
Quần đảo Ōsumi

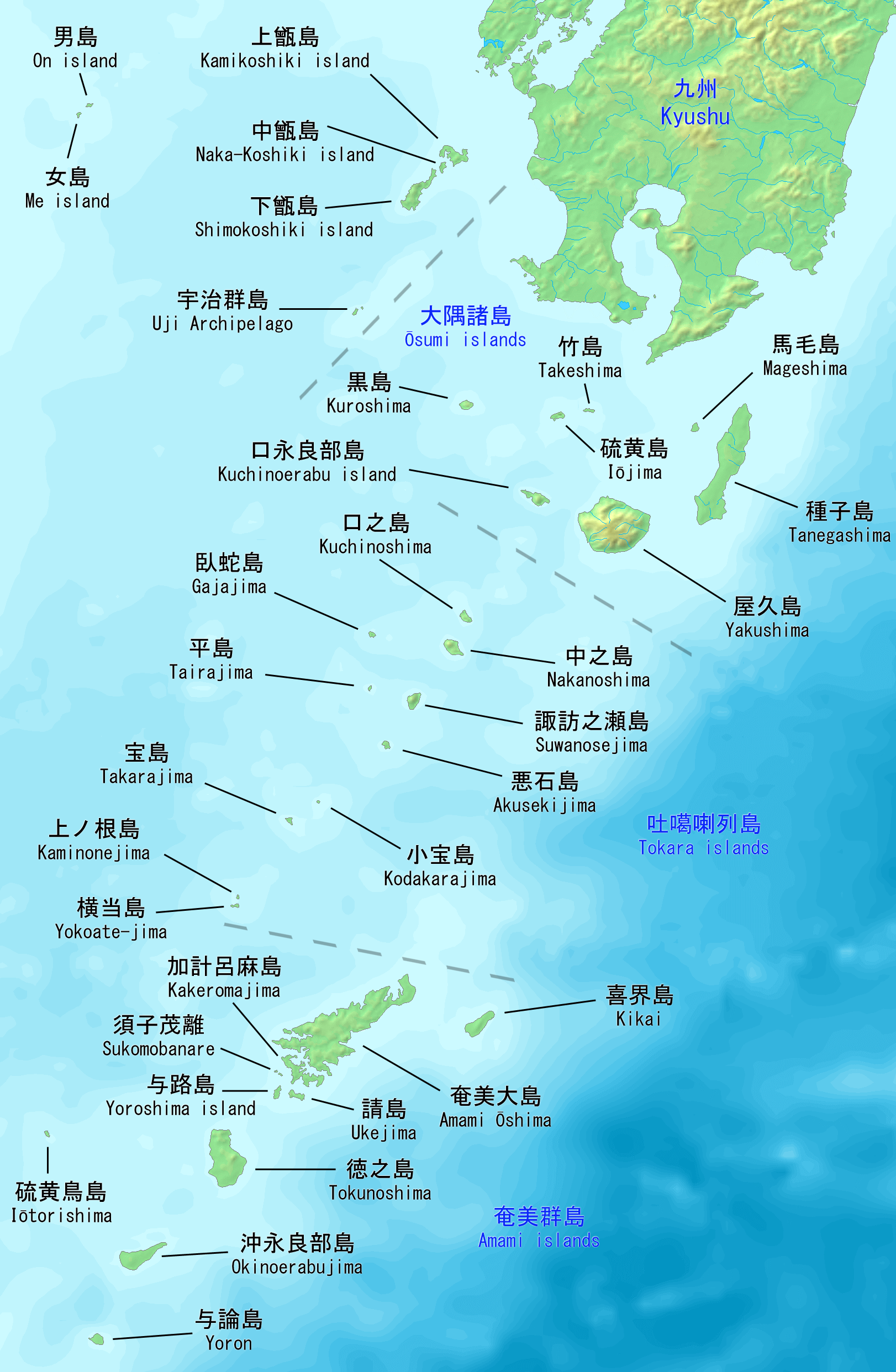
Bản đồ tổng quan tỉnh Kagoshima

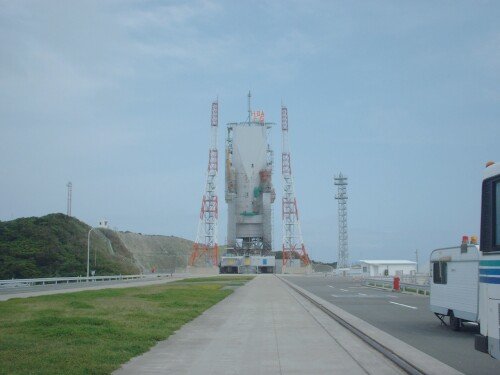
Trung tâm không gian Tanega-shima

Các đảo trong quần đảo có nguồn gốc núi lửa và có tổng diện tích 1.030 km². Quần đảo có khí hậu cận nhiệt đới. Đỉnh cao nhất của quần đảo Ōsumi là Miyanoura-dake với cao độ 1.935 mét thuộc đảo Yakushima.
Quần đảo gồm 3 đảo chính:
- Tanegashima
- Yakushima
- Kuchinoerabujima

và các đảo nhỏ như:
- Magejima phía tây của Tanegashima
- Kuroshima
- Iōjima
- Takeshima

Các đô thị trên quần đảo gồm
- Thành phố Nishinoomote tại Tanegashima
- Các thị trấn Nakatane và Minamitane tại Tanegashima
- Thị trấn Yakushima tại Yakushima và Kuchinoerabujima
- Làng Mishima tại Kuroshima, Iōjima, và Takeshima

Dân số quần đỏ khỏng 50.000 người và trong đó có 19.000 sống ở thành phố Nishinoomote ở bờ biển tây bắc của đảo Tanegashima. Quần đảo là một phần của tỉnh Kagoshima.

## Giao thông
Nhu cầu hàng không của quần đảo được đáp ứng với Sân bay Tanegashima mới và sân bay Yakushima. Có thể kết nối đến Kagoshima và quần đảo Amami bằng các tuyến phà thường xuyên.

## Lịch sử
Không rõ là quần đảo đã được khám phá khi nào. Các đề cập đầu tiên về nó được ghi trong Nihon Shoki (Nhật Bản thư kỷ) từ năm 720. Năm 1543 một tàu của Trung Hoa cùng với một người Bồ Đào Nha tên là Mendes Pinto đã bị mắc cạn trên đảo và do vậy đã đem mía và súng cầm tay đến Nhật Bản. Cho đến thời nay, súng cầm tay còn được gọi một cách thông tục tại Nhật Bản là "Tanega-shima,". Tên thực tế, Pinto không phải là người Bồ Đào Nha đầu tiên tiếp xúc với Nhật Bản, mặc dù ông đã ghé thăm Tanegashima ngay sau đó và truyền thuyết kể rằng ông đã kết hôn với một phụ nữ bản địa và có một con trai. Những người châu Âu đến giao thương không chỉ có súng mà còn có xà phòng, thuốc là và các hàng hóa khác.
Năm 1969 "Trung tâm Không gian Tanegashima" (TNSC) bao gồm một sân bay vũ trụ đã được Cơ quan nghiên cứu và phát triển hàng không vũ trụ Nhật Bản mở. TNSC nằm ở cực đông nam của đảo Tanegashima.